# الکساندر بنوآ
الکساندر نیکلایِویچ بنوآ (روسی: Алекса́ндр Никола́евич Бенуа́, Alexander Benois; ۲۱ آوریل ۱۸۷۰ – ۹ فوریهٔ ۱۹۶۰) نقاش، تاریخ‌نگار، منتقد هنری و طراح رقص اهل امپراتوری روسیه بود. او پایه‌گذار جنبش و مجلهٔ میر اسکوستوا (جهان هنر) بود و تأثیر بسزایی بر طراحی باله مدرن و طراحی صحنه گذاشت.

## نگارخانه

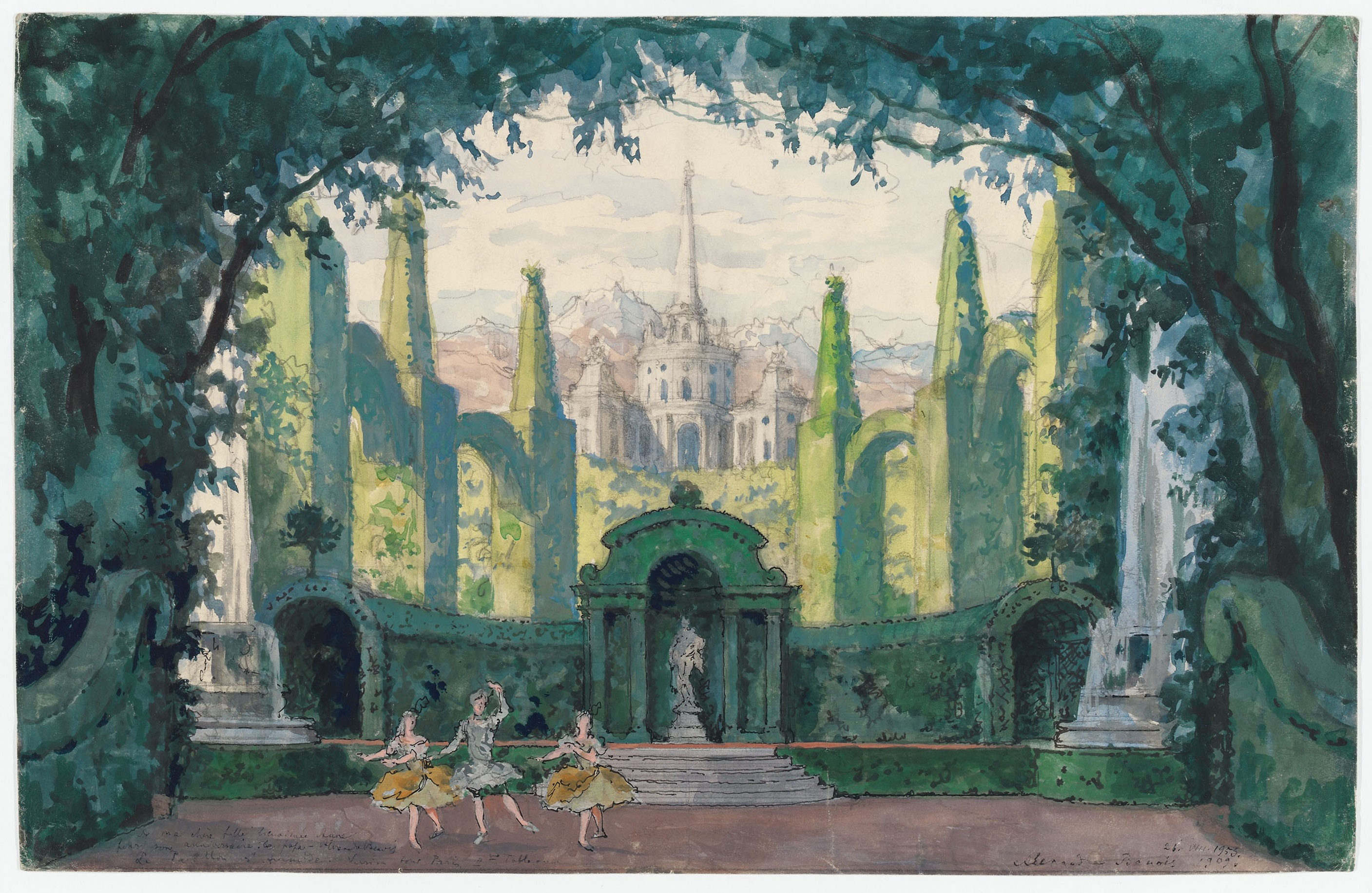
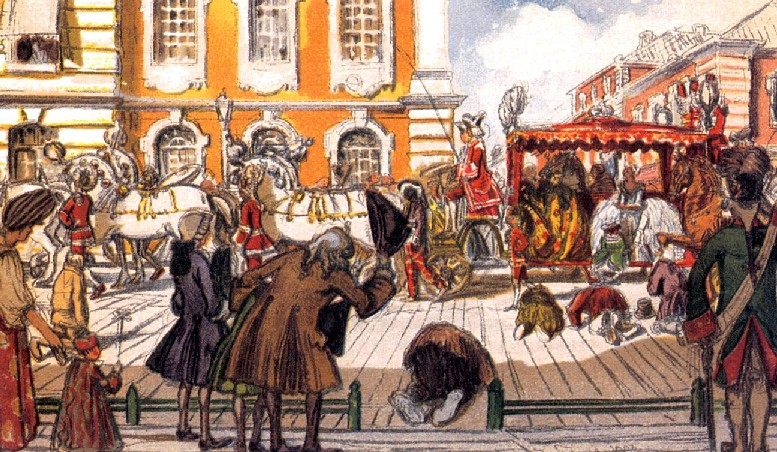
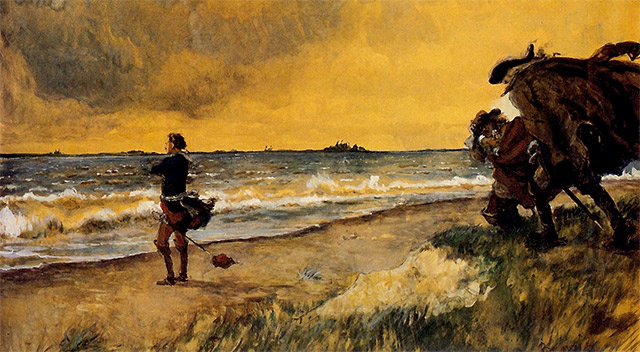
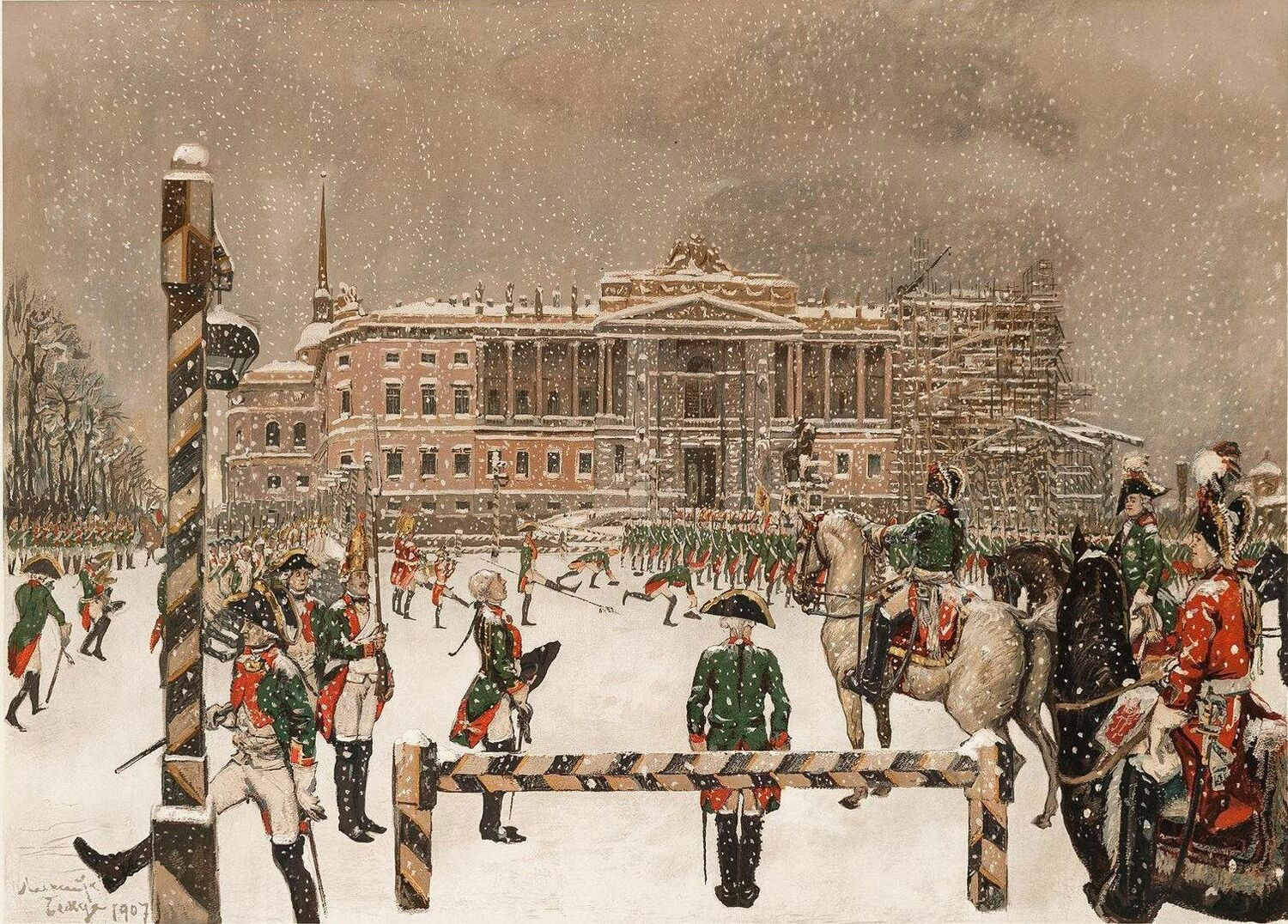
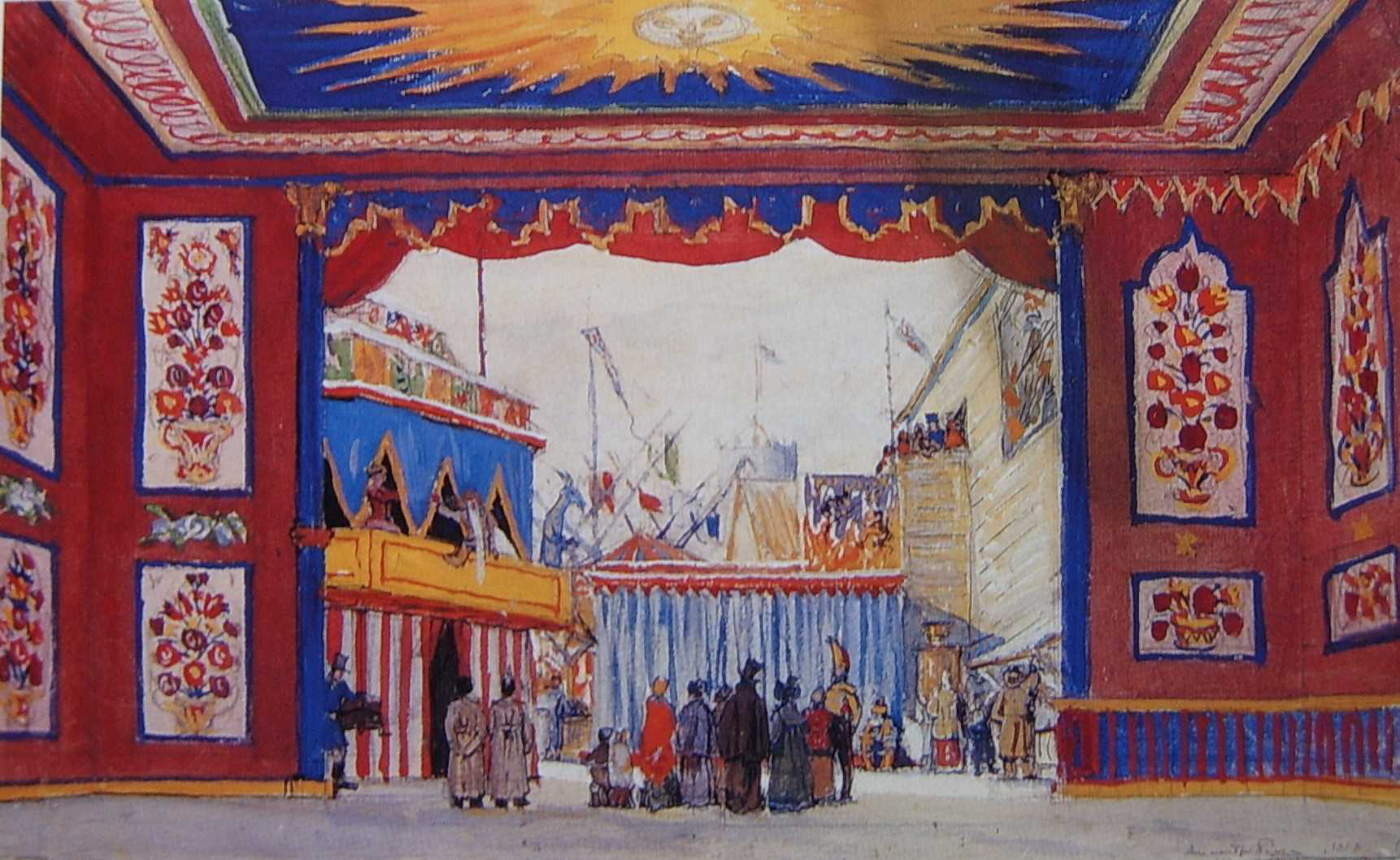
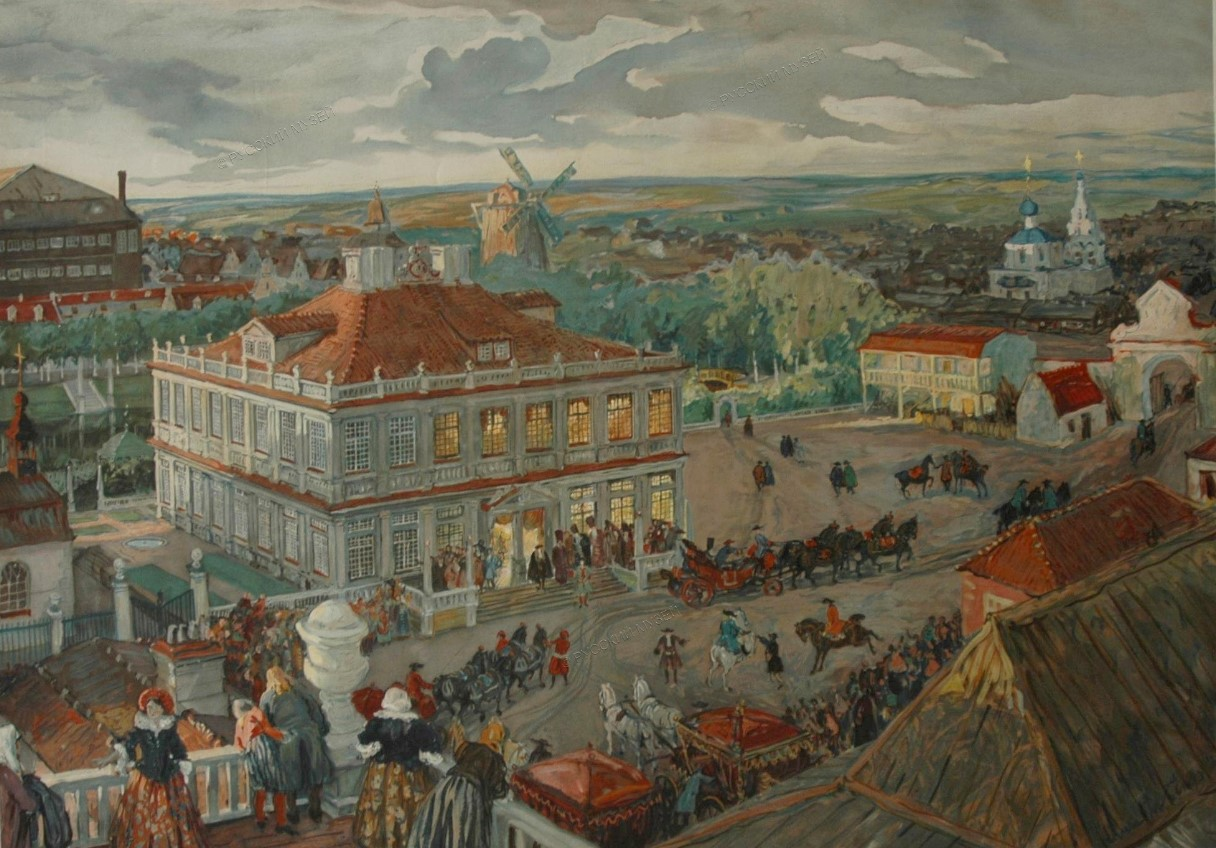